# De nieuwe Rembrandt
De Nieuwe Rembrandt  was een televisieprogramma van de AVRO dat van 24 april tot 5 juni 2012 in acht wekelijkse afleveringen werd uitgezonden door de televisiezender Nederland 2. Het programma werd gepresenteerd door Marc-Marie Huijbregts.
Het programma was een kunstenaarswedstrijd op zoek naar aanstormend talent in de beeldende kunst. Men ging op zoek naar kunstenaars die net zo vernieuwend waren als Rembrandt in zijn tijd. In het Gemeentemuseum Den Haag mochten de 100 kandidaten een kunstwerk laten zien aan de jury, bestaande uit de kunstenaar Jasper Krabbé, Hester Alberdingk Thijm, directeur van de AKZO Nobel Art Foundation, en Benno Tempel, directeur van het Gemeentemuseum Den Haag. 
De jury beoordeelde alleen het werk. De kunstenaar stond daarbij in een andere ruimte en zag en hoorde op een beeldscherm de beoordeling van de jury. In het geval de kandidaat niet werd geselecteerd, kreeg die een rode kaart, een groene wanneer die wel doorging naar de volgende ronde. Bestond er twijfel bij de jury, dan kreeg de kandidaat een oranje kaart. Aan het einde van de dag bleven de twijfelgevallen over. De jury stelde een vraag voor nadere uitleg over het gemaakte kunstwerk. Daaruit werd een kandidaat gekozen die alsnog door mocht naar de volgende ronde.
Op 5 juni 2012 werd de finale uitgezonden, waarin de Rotterdamse kunstenaar Alex Jacobs als winnaar naar voren kwam. Het programma kreeg na 2012 geen vervolg.
In januari 2019 startte een soortgelijk programma bij de NTR onder de naam Project Rembrandt.